# Angelika Storrer
Angelika Storrer (* 14. Oktober 1958 in Stuttgart) ist eine deutsche Sprachwissenschaftlerin. Sie war Lehrstuhlinhaberin für Germanistische Linguistik an der Universität Mannheim und dort auch Prorektorin für Studium, Lehre und Gleichstellung.

## Leben
Storrer studierte von 1978 bis 1991 Übersetzen und Dolmetschen sowie Germanistik und Romanistik  an der Universität Heidelberg. Sie promovierte dort 1991 mit der Arbeit „Verbvalenz. Theoretische und methodische Grundlagen ihrer Beschreibung in Grammatikographie und Lexikographie“. Nach Stationen als Wissenschaftlerin bei der IBM Deutschland, an der Universität Tübingen sowie am Institut für Deutsche Sprache (Mannheim) wurde sie 2002 als Professorin für Linguistik der deutschen Sprache und Sprachdidaktik an die Technische Universität Dortmund und im Jahr 2014 auf den Lehrstuhl für Germanistische Linguistik der Universität Mannheim berufen, den sie bis zur Pensionierung 2023 innehatte.
Von 2007 bis 2009 saß sie der Gesellschaft für Linguistische Datenverarbeitung vor. Seit 2009 ist Storrer ordentliches Mitglied der Berlin-Brandenburgischen Akademie der Wissenschaften. Von 2018 bis 2021 war sie Prorektorin für Studium, Lehre und Gleichstellung an der Universität Mannheim.

## Forschungsschwerpunkte
Storrer befasst sich im Rahmen ihrer linguistischen Forschung insbesondere mit der Grammatik des Gegenwartsdeutschen, mit der Linguistik von Text und Hypertext, mit der Erforschung sprachlicher Besonderheiten in der internetbasierten Kommunikation (auch in der Wikipedia), mit Internetlexikografie und mit dem Aufbau sowie der computergestützten Aufbereitung und Auswertung digitaler Korpora.

## Veröffentlichungen (Auswahl)
- Angelika Storrer: Web 2.0 – das Beispiel Wikipedia. In: Karin Birkner, Nina Janich (Hrsg.): Handbuch Text und Gespräch (= Handbücher Sprachwissen (HSW). Band 5). De Gruyter, Berlin / Boston 2018, ISBN 978-3-11-029572-6, S. 398–418, doi:10.1515/9783110296051-016.
- Angelika Storrer: Internetbasierte Kommunikation. In: Deutsche Akademie für Sprache und Dichtung / Union der deutschen Akademien der Wissenschaften (Hrsg.): Vielfalt und Einheit der deutschen Sprache. Zweiter Bericht zur Lage der deutschen Sprache. Stauffenburg Verlag, Tübingen 2017, ISBN 978-3-95809-004-0, S. 247–282.
- Angelika Storrer: Corpus-based investigations on German support verb constructions. In: Christiane Fellbaum (Hrsg.): Collocations and Idioms: Linguistic, lexicographic, and computational aspects. Continuum Press, London 2007, ISBN 978-0-8264-8994-4, S. 164–188.
- Angelika Storrer: Coherence in text and hypertext. In: Document Design. Band 3, Nr. 2, 2002, S. 156–168, doi:10.1075/dd.3.2.06sto, urn:nbn:de:bsz:mh39-66955.
- Angelika Storrer: Getippte Gespräche oder dialogische Texte? Zur kommunikationstheoretischen Einordnung der Chat-Kommunikation. In: Andrea Lehr, Matthias Kammerer, Klaus-Peter Konerding, Angelika Storrer, Caja Thimm, Werner Wolski (Hrsg.): Sprache im Alltag. Beiträge zu neuen Perspektiven in der Linguistik. Herbert Ernst Wiegand zum 65. Geburtstag gewidmet. De Gruyter, Berlin / Boston 2001, ISBN 978-3-11-088038-0, S. 439–465, doi:10.1515/9783110880380.439, urn:nbn:de:bsz:mh39-64378.
- Angelika Storrer: Was ist „hyper“ am Hypertext? In: Werner Kallmeyer (Hrsg.): Sprache und neue Medien (= Jahrbuch 1999 des Instituts für deutsche Sprache). De Gruyter, Berlin / Boston 2000, ISBN 978-3-11-062265-2, S. 222–249.
- Angelika Storrer: Verbvalenz. Theoretische und methodische Grundlagen ihrer Beschreibung in Grammatikographie und Lexikographie (= Germanistische Linguistik. Band 126). Niemeyer, Tübingen 1992, doi:10.1515/9783110914818 (Zugl.: Dissertation Universität Heidelberg, 1991).